# Serbie aux Jeux paralympiques d'été de 2020
La Serbie participe aux Jeux paralympiques d'été de 2020 à Tokyo. Initialement prévus du 25 août au 6 septembre 2020, les Jeux ont été reportés du 24 août au 5 septembre 2021, en raison de la pandémie de Covid-19. Il s'agit de sa 4e participation à des Jeux paralympiques d'été.